# Lorita scarificata
Lorita scarificata (tên tiếng Anh: Chrysanthemum Flower Borer hoặc Lora Aborn's Moth) là một loài bướm đêm thuộc họ Tortricidae. Nó là loài bản địa của Bắc Mỹ.
Sải cánh dài 10–12 mm. Ấu trùng ăn hoa Cúc, Cuscuta californica và tiêu chuông xanh.